# 晓林镇
晓林镇，是中华人民共和国河北省保定市曲阳县下辖的一个乡镇级行政单位。
2016年，河北省民政厅批复同意撤销晓林乡，设立晓林镇，镇人民政府驻晓林村友谊街1号。

## 行政区划
晓林镇下辖以下地区：
晓林村、东赵厂村、刘家庄村、陈家庄村、中佐村、石门村、南庄村、杜家庄村、张家庄村、南辛庄村、店头村、崔家庄村、高庄村、西赵厂村、寺南庄村、刘家村、钟家村、雷程庄村、荀王化村、齐王化村、孟王化村和李王化村。